# Tillhörighet
Tillhörighet eller känsla av tillhörighet (engelska: sense of belonging eller belongingness) är ett begrepp inom forskningen som handlar om det mänskliga emotionella behovet av att känna tillhörighet. Tillhörighet är en känsla av att vara en del av någonting, oavsett om det handlar om en familj, en vängrupp, en skola, en förening, ett samhälle eller någonting annat. Det är känslan av att man är accepterad, uppskattad och värderad inom den gruppen, att man passar in eller har en rättmätig plats, och är en viktig del av helheten. Begreppet tillhörighet är nära relaterat med begreppet inkludering.
Tillhörighet innebär att man känner sig hemma och trygg i en viss miljö eller gemenskap. Det betyder inte bara att man är fysiskt närvarande, utan att man känner sig förstådd och accepterad för den man är. Det kan handla om att dela gemensamma intressen, värderingar, mål eller upplevelser med andra.
Inom skolan kan tillhörighet innebära att man känner sig bekväm i klassrummet, att man har vänner och att lärarna förstår och uppskattar en. Det kan också betyda att man känner att man har en plats i skolgemenskapen, att man kan bidra och att man känner sig betydelsefull.
Tillhörighet är en grundläggande mänsklig känsla och en viktig del av vår identitet och självkänsla. Det hjälper oss att känna oss säkra och att vi hör hemma någonstans. En känsla av tillhörighet kan stärka vårt välbefinnande, vår självkänsla och vår motivation att bidra och delta i samhället.

## Inkludering och tillhörighet
Begreppet tillhörighet är nära relaterat med begreppet inkludering, men representerar olika aspekter av det sociala livet.
Inkludering handlar om att skapa förutsättningar för alla människor att delta fullt ut i olika delar av samhället. Det kan innebära att man ändrar regler, normer eller strukturer för att göra det möjligt för alla att vara delaktiga, oavsett deras bakgrund eller personliga förutsättningar. Inkludering handlar om handlingar och förändringar som syftar till att skapa jämlikhet och delaktighet. Tillhörighet, eller "sense of belonging", å andra sidan, är mer av en inre känsla. Det handlar om att känna sig accepterad, uppskattad och värderad av de människor och sammanhang man är en del av. 
Tillhörighet handlar mer om känslor och personliga upplevelser, medan inkludering om själva formen. Någon kan bli inkluderad i en grupp, organisation eller samhälle, men om de inte känner sig accepterade eller värderade, kan de fortfarande sakna en känsla av tillhörighet. På samma sätt kan en person känna en stark känsla av tillhörighet i en viss grupp, men om de hindras från att delta fullt ut i gruppen av någon anledning, kan de sakna inkludering.
Inom forskning talas om tillhörighet som något som går bortom inkludering (engelska: beyond inclusion). Att det är inte handlar bara att vara fysiskt närvarande eller att ha tillåtelse att delta, utan att det handlar om att känna sig genuint accepterad och värderad, vilket kräver en djupare förståelse, empati och acceptans.